# Athyrium arcuatum
Athyrium arcuatum är en majbräkenväxtart som beskrevs av Frederik Michael Liebmann. Athyrium arcuatum ingår i släktet Athyrium och familjen Athyriaceae. Inga underarter finns listade.